# 앙카시잎귀쥐
앙카시잎귀쥐(Phyllotis definitus)는 비단털쥐과에 속하는 설치류이다. 페루 서중부에서만 발견되며, 해발 2600~3000m의 암반 지대와 관목 지대에서 서식한다.